# Крутояр (приток Бакурки)
Крутояр — река в России, протекает в Саратовской области. Устье реки находится в 40 км по левому берегу реки Бакурка. Длина реки составляет 20 км. 

## Данные водного реестра
По данным государственного водного реестра России относится к Донскому бассейновому округу, водохозяйственный участок реки — Хопёр от истока до впадения реки Ворона, речной подбассейн реки — Хопер. Речной бассейн реки — Дон (российская часть бассейна).
По данным геоинформационной системы водохозяйственного районирования территории РФ, подготовленной Федеральным агентством водных ресурсов:
- Код водного объекта в государственном водном реестре — 05010200112107000005438
- Код по гидрологической изученности (ГИ) — 107000543
- Код бассейна — 05.01.02.001
- Номер тома по ГИ — 07
- Выпуск по ГИ — 0